# Australobolbus obscurius
Australobolbus obscurius là một loài bọ cánh cứng trong họ Geotrupidae. Loài này được Blackburn miêu tả khoa học năm 1904.